# Бошково
Бошково (пол. Boszkowo) — село в Польщі, у гміні Влошаковиці Лещинського повіту Великопольського воєводства.
Населення — 188 осіб (2011).
У 1975-1998 роках село належало до Лешненського воєводства.

## Демографія
Демографічна структура станом на 31 березня 2011 року:
|          | Загалом | Допрацездатний вік | Працездатний вік | Постпрацездатний вік |
| -------- | ------- | ------------------ | ---------------- | -------------------- |
| Чоловіки | 106     | 17                 | 79               | 10                   |
| Жінки    | 82      | 11                 | 55               | 16                   |
| Разом    | 188     | 28                 | 134              | 26                   |